# روزی روزگاری (فیلم ۱۹۴۴)
روزی روزگاری (انگلیسی: Once Upon a Time) یک فیلم به کارگردانی الکساندر هال است که در سال ۱۹۴۴ منتشر شد. از بازیگران آن می‌توان به کری گرانت، جانت بلیر، ویلیام دمارست و جیمز گلیسون اشاره کرد.